# Nicolas Hayek
Nicolas George Hayek (Beirut, 19 febbraio 1928 – Bienne, 28 giugno 2010) è stato un imprenditore svizzero, di origine libanese. È stato il cofondatore ed inventore dell'orologio più venduto al mondo, lo Swatch, e presidente del The Swatch Group nella sede centrale di Bienne.

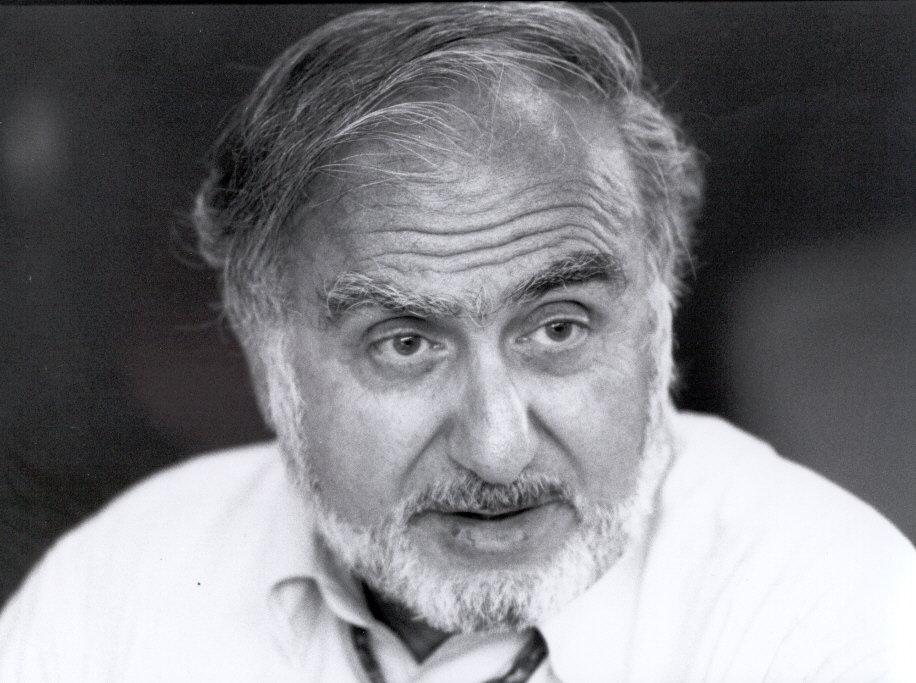
Nicolas Hayek (1992)

Nell'anno della sua morte, nel 2010, Hayek aveva un patrimonio netto stimato di 3,9 miliardi di dollari.

## Biografia
Hayek nacque nel nord del Libano da padre libanese, un dentista laureato alla Loyola University Chicago e di religione cristiana, e da madre statunitense. Era il secondo di tre figli: Mona, la sorella maggiore e il fratello minore, Sam. Hayek studiò matematica, fisica e chimica all'Università di Lione.

### Hayek Engineering
Originalmente Hayek lavorò per Swiss Re, prima di gestire brevemente la società di ingegneria del suocero malato. Quindi nel 1963 fondò e diresse a Zurigo una società di consulenza gestionale, la Hayek Engineering Inc., che consigliò ristrutturazioni in molte delle più grandi aziende europee. Uno dei suoi credo manageriali era: "Le risorse più rare sono i tipi imprenditoriali del top management". Nel 1979 Hayek Engineering contava più di 300 clienti in 30 paesi. 

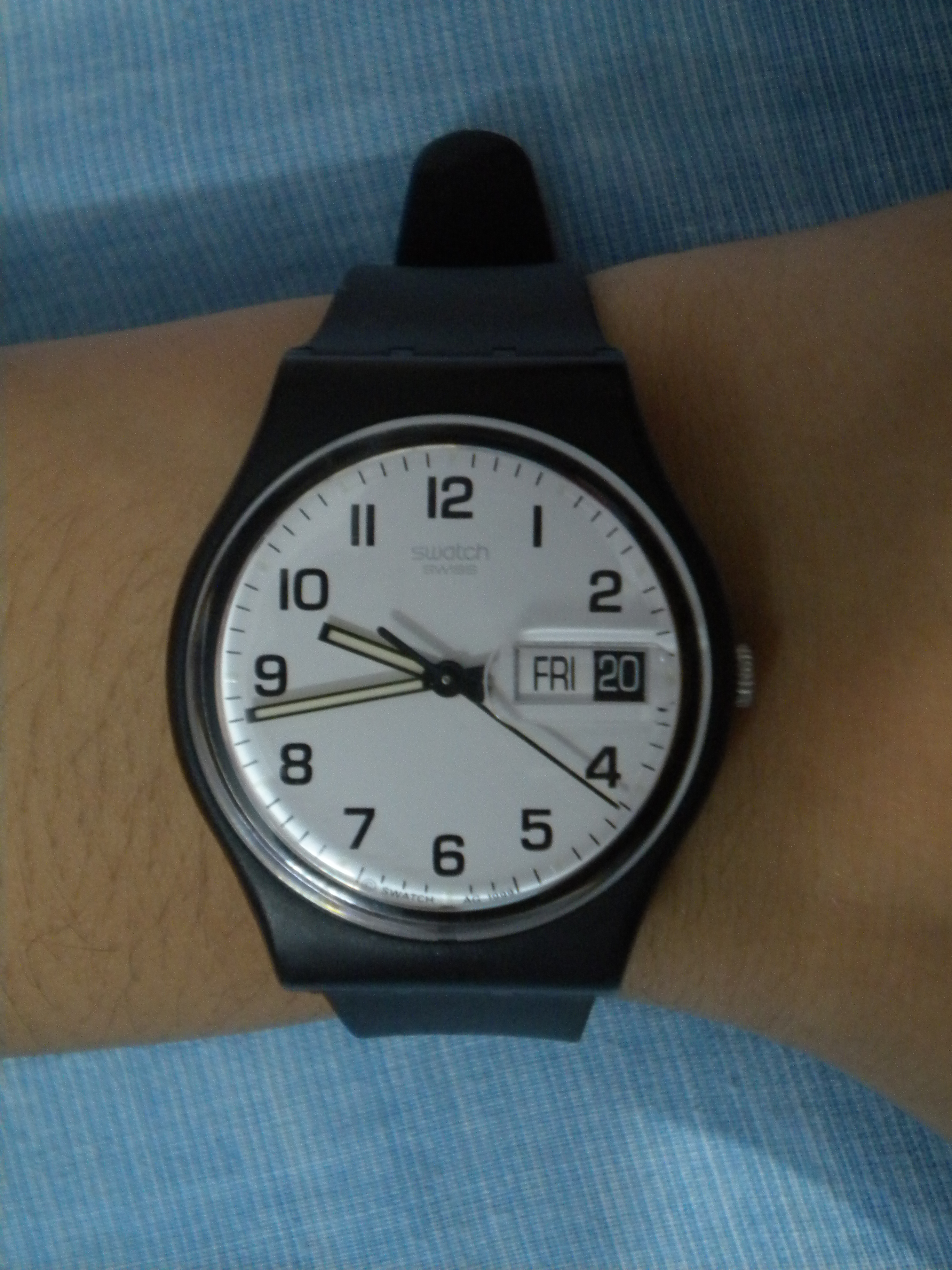
Swatch

All'inizio degli anni '80 la società fu anche incaricata da un gruppo di banchieri svizzeri di sorvegliare la liquidazione delle società svizzere ASUAG e SSIH, produttrici di orologi e finite in crisi a causa della concorrenza in quel settore del Giappone. Credendo che l'industria manifatturiera svizzera di orologi sarebbe potuta rimanere competitiva nel mercato solo con una ristrutturazione. Identificò problemi nei prodotti, nelle politiche, nella distribuzione e nella leadership. Disse una volta: "ASUAG, ad esempio, possedeva più di 100 società separate: alcune grandi, altre piccole, alcune moderne, altre arretrate. La maggior parte di queste società si occupava del proprio marketing, ricerca e sviluppo e assemblaggio. Era pazzesco".
Investì quindi nell'automazione e nella standardizzazione di parti e attrezzature, creando economie di scala, una migliore qualità e la centralizzazione della produzione. Dopo la riorganizzazione ASUAG e SSIH si fusero nel 1983, diventando inizialmente la Société Suisse de Microélectronique et d'Horlogerie. La ristrutturazione delle due aziende coincise con l'invenzione dell'orologio Swatch, realizzato congiuntamente dall’ingegnere svizzero Elmar Mock e dall’orologiaio Jacques Müller. Il suo aspetto colorato e il suo marketing aiutarono la Svizzera a riconquistare un'ampia quota della fascia bassa del mercato degli orologi dai produttori giapponesi. Il design utilizzava quasi la metà del numero di componenti di un orologio da polso tradizionale per ridurre i costi senza compromettere la qualità. Hayek e investitori svizzeri acquistarono una partecipazione di maggioranza nel nuovo gruppo nel 1985 e dettero vita alla società Swatch. 

### Swatch Group
Hayek e investitori svizzeri acquistarono una partecipazione di maggioranza nel nuovo gruppo nel 1985 e dettero vita alla società Swatch. Nel 1986 divenne presidente del Board of Directors e direttore generale del The Swatch Group, svolgendo un ruolo decisivo nello sviluppo del gruppo Swatch e delle relative sottomarche di orologi.
Ad Hayek fu riconosciuto anche un ruolo fondamentale nella creazione della Smart Car con Mercedes-Benz. Il nome "Smart" deriva dall'aggiunta delle prime lettere di Swatch e Mercedes alla parola "arte".
Il figlio di Hayek, Nick Jr., diventò amministratore delegato di Swatch Group nel 2003. Nicholas Hayek rimase presidente del consiglio di amministrazione di Swatch Group fino alla sua morte. Sua figlia Nayla gli succedette come presidente.
Nel 2007 Hayek fu valutato la 237ª persona più ricca al mondo, con un patrimonio personale intorno ai 3,2 miliardi di dollari americani.
Morì ad 82 anni a causa di un arresto cardiaco mentre era al lavoro

## Vita privata
Hayek incontrò Marianne Mezger, una ragazza alla pari e figlia dell'industriale svizzero Eduard Mezger, a Beirut nel 1950. Si sposarono nel 1951 e si trasferirono in Svizzera. Ebbero due figli, Nayla e G. Nicolas "Nick" Jr. Nel 1964 la famiglia si trasferì a Meisterschwanden, un villaggio a ovest di Zurigo. Hayek visse lì per il resto della sua vita.

## Premi e riconoscimenti
Nel 1995 il cancelliere federale Helmut Kohl lo nominò membro del “Consiglio per la ricerca, la tecnologia e la scienza”. Fu anche nominato presidente del Consiglio per l'innovazione francese nel 1996 dal presidente francese Chirac.
- 1993 - Premio Libertà 1993 della Fondazione Max Schmidheiny[16]
- 1996 - Dottorato onorario dell'Università di Neuchâtel[16]
- 1998 - Dottorato honoris causa dell'Università di Bologna[16]
- 2003 - Grande medaglia d'argento d'onore con la stella per i servizi resi alla Repubblica d'Austria[17]
- 2005 - cittadino onorario della città di Bienne[18]
- 2005 - Croce da ufficiale della Legion d'Onore francese (Légion d'honneur)[19]
- 2006 - Premio alla carriera SwissAwards 2006
- 2008 - Cittadino onorario di Meisterschwanden 2008[20]
- 2008 - Premio Gaïa 2008 – Vincitore della categoria Imprenditorialità[21]
- 2009 - Commandeur de l'ordre des Arts et des Lettres del Ministero della Cultura francese